# Psefología
La psefología (del griego psephos, «ψῆφος», "piedra" —que los antiguos atenienses depositaban en urnas para votar, como papeletas—, y -logía, «-λογία», "tratado", "estudio", "ciencia") es una rama de la ciencia política que se ocupa del estudio de las elecciones en todos sus aspectos: el comportamiento político del electorado, los sistemas electorales (destacando el análisis de su repercusión en los resultados electorales), el diseño de sistemas alternativos, etc. Para hacerlo, utiliza encuestas de opinión pública, datos de las circunscripciones, información sobre la financiación de campañas y datos estadísticos similares. Algunas fuentes indican que el término fue acuñado por el historiador R. B. McCallum en 1952 para describir el análisis científico de las pasadas elecciones del Reino Unido, mientras que otras sostienen que fue F. R. Hardie quien lo acuñó. La psefología tiene aplicaciones tanto predictivas como de análisis de elecciones pasadas, así como puramente teóricas.

## Autores notables
Algunos politólogos han dedicado gran parte de su trabajo a la psefología. Por citar algunos, en Australia destacan Antony Green y Malcolm Mackerras; en Estados Unidos, Michael Barone, Nate Silver, Charlie Cook, Curtis Gans, David Butler y Robert McKenzie; en Argentina, Andy Tow; en India, Yogendra Yadav, y en Uruguay, Luis Eduardo González.